# Lahcen Ouadani
Lahcen Ouadani   (Marràqueix, 14 de juliol de 1959) és un exfutbolista marroquí de la dècada de 1980.
Fou internacional amb la selecció del Marroc amb la qual participà en la Copa del Món de futbol de 1986.
Pel que fa a clubs, destacà a FAR Rabat.